# The Bride of Habaek
The Bride of Habaek (hangul: 하백의 신부; rr: Habaek-ui shinbu) é uma telenovela sul-coreana exibida pelo canal tvN entre 3 de julho e 22 de agosto de 2017, estrelada por Shin Se-kyung, Nam Joo-hyuk, Lim Ju-hwan, Krystal Jung e Gong Myung.

## Enredo
Quando o deus da água narcisista Ha-baek (Nam Joo-hyuk) visita a Terra para encontrar uma pedra poderosa o suficiente para ajudá-lo a reivindicar o seu trono, ele busca a ajuda de seu servo e a noiva destinada, a psiquiatra So-ah (Shin Se-kyung), cuja família está destinada a servir o deus da água por gerações. O problema é que ela não tem crença nos deuses e, inicialmente, confunde-o por sofrer de delírios. As coisas ficam ainda mais estranhas quando o Deus do vento Bi-ryeom (Gong Myung), a deusa da água Mu-ra (Krystal Jung) e o semi-deus Hu-ye (Lim Ju-hwan) aparecem complicando as coisas.

## Elenco

### Elenco principal
- Shin Se-kyung como Yoon So-ah
- Nam Joo-hyuk como Ha-baek
- Lim Ju-hwan como Shin Hoo-ye
  - Yoon Chan-young como jovem Hoo-ye
- Krystal Jung como Moo-ra
- Gong Myung como Bi-ryum

### Elenco de apoio
- Lee Geung-young como sumo sacerdote
- Park Kyoo-sun como Nam Soo-ri
- Lee Dal-hyung como Joo Kul-rin
- Kim Tae Hwan como Jin Kun
- Shin Jae-hoon como Yoo Sang-yoo
- Choi Woo-ri como Jo Yum-mi
- Jung Dong-hwan como presidente Shin Dong-man
- Bae Noo-ri como Shin Ja-ya
- Song Won-geun como secretário Min

## Classificações
Na tabela abaixo, os números azuis representam as mais baixas classificações e os números vermelhos representam as classificações mais elevadas.
| Episódio | Data de transmissão original | AGB Nielsen    | AGB Nielsen | Classificação TNmS |
| Episódio | Data de transmissão original | Em todo o país | Seul        | Classificação TNmS |
| -------- | ---------------------------- | -------------- | ----------- | ------------------ |
| 1        | 3 de julho de 2017           | 3.660%         | 4.052%      | 3.2%               |
| 2        | 4 de julho de 2017           | 3.259%         | 3.875%      | 3.1%               |
| 3        | 10 de julho de 2017          | 2.923%         | 3.173%      | 3.2%               |
| 4        | 11 de julho de 2017          | 3.467%         | 3.617%      | 3.3%               |
| 5        | 17 de julho de 2017          | 3.106%         | 3.902%      | 3.1%               |
| 6        | 18 de julho de 2017          | 3.637%         | 4.047%      | 3.5%               |
| 7        | 24 de julho de 2017          | 2.860%         | 3.574%      | 2.8%               |
| 8        | 25 de julho de 2017          | 3.474%         | 3.848%      | 3.1%               |
| 9        | 31 de julho de 2017          | 3.091%         | 3.146%      | 2.8%               |
| 10       | 1 de agosto de 2017          | 3.235%         | 3.584%      | 3.1%               |
| 11       | 7 de agosto de 2017          | 2.682%         | 2.761%      | 2.6%               |
| 12       | 8 de agosto de 2017          | 3.501%         | 3.722%      | 2.8%               |
| 13       | 14 de agosto de 2017         | 2.635%         | 2.816%      | 2.8%               |
| 14       | 15 de agosto de 2017         | 2.896%         | 3.170%      | 2.8%               |
| 15       | 21 de agosto de 2017         | 2.211%         | 2.446%      | 2.3%               |
| 16       | 22 de agosto de 2017         | 3.158%         | 3.888%      | 3.1%               |
| Média    | Média                        | 3.112%         | 3.476%      | 3.0%               |

- Este drama foi transmitido por um canal de televisão por assinatura, que normalmente tem um público relativamente menor em comparação com as emissoras de televisão abertas (KBS, SBS, MBC e EBS).

## Trilha sonora
1. The Reason Why (이렇게 좋은 이유) - Yang Da-il
2. Glass Bridge - Savina & Drones
3. The Day I Dream - Kassy
4. Pop Pop - Kim E-Z (Ggotjam Project)
5. Reminds Me Of (생각이 납니다) - Junggigo (정기고)
6. Without You (니가 없는 날) - Lucia (심규선)